# موسیقی در تاریکی
موسیقی در تاریکی (سوئدی: Musik i mörker) فیلمی در ژانر درام به کارگردانی اینگمار برگمان است که در سال ۱۹۴۸ منتشر شد. از بازیگران آن می‌توان به مای زترلینگ و گونار بیورنستراند اشاره کرد. این فیلم در سایت imdb توانسته نمره‌ی ۶/۴ را کسب کند.